# Liu Hongyu
Liu Hongyu (née le 11 janvier 1975 au Liaoning) est une athlète chinoise spécialiste de la marche athlétique
Troisième du 10 km de la Coupe du monde de marche 1995, elle remporte en 1998 le titre des Jeux asiatiques de Bangkok. L'année suivante, Liu Hongyu s'adjuge le premier titre mondial du 20 km marche féminin, à l'occasion des Championnats du monde de Séville, devançant avec le temps de 1 h 30 min 50 s, sa compatriote Wang Yan. En fin d'année 1999, elle remporte la Coupe du monde de Mézidon-Canon. 

## Palmarès
| Année | Compétition              | Lieu          | Résultat | Épreuve |
| ----- | ------------------------ | ------------- | -------- | ------- |
| 1995  | Championnats du monde    | Göteborg      | 8e       | 10 km   |
| 1995  | Coupe du monde de marche | Pékin         | 3e       | 10 km   |
| 1997  | Championnats du monde    | Athènes       | 4e       | 10 km   |
| 1997  | Coupe du monde de marche | Poděbrady     | 12e      | 10 km   |
| 1998  | Jeux asiatiques          | Bangkok       | 1re      | 10 km   |
| 1999  | Championnats du monde    | Séville       | 1re      | 20 km   |
| 1999  | Coupe du monde de marche | Mézidon-Canon | 1re      | 20 km   |

## Records
- 5 km : 22 min 23 s 69 (1994)
- 10 km : 41 min 45 s (1999)
- 20 km : 1 h 26 min 35 s (2001)